# Belinda Goss
Belinda Goss (Devonport, 6 de enero de 1984) es una deportista australiana que compitió en ciclismo en la modalidad de pista, especialista en la prueba de scratch.
Ganó tres medallas de bronce en el Campeonato Mundial de Ciclismo en Pista entre los años 2008 y 2010.

## Medallero internacional
| Campeonato Mundial | Campeonato Mundial       | Campeonato Mundial | Campeonato Mundial |
| Año                | Lugar                    | Medalla            | Competición        |
| ------------------ | ------------------------ | ------------------ | ------------------ |
| 2008               | Mánchester (Reino Unido) | Medalla de bronce  | Scratch            |
| 2009               | Pruszków (Polonia)       | Medalla de bronce  | Scratch            |
| 2010               | Ballerup (Dinamarca)     | Medalla de bronce  | Scratch            |